# ساکسا روبرا

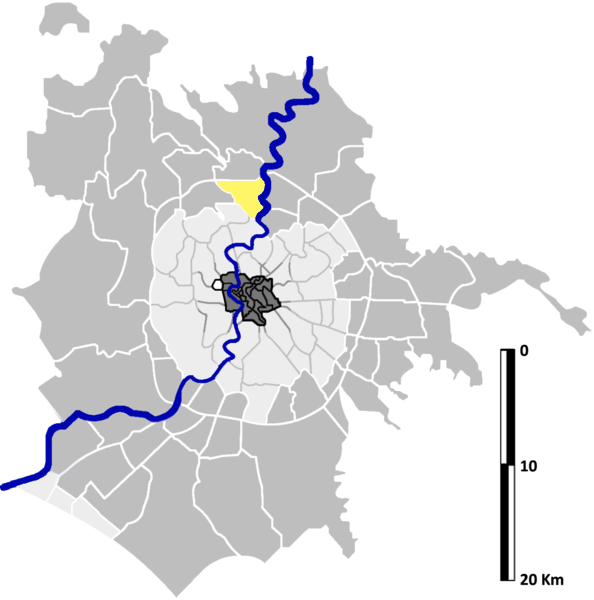

ساکسا روبرا (انگلیسی: Saxa Rubra) دهکده و ایستگاهی در راه رومی فلامینی، در ۹ مایلی (۱۴ کیلومتری) از رم، ایتالیا بود.

## تاریخ
تیتوس لیویوس، مؤرخ از پیدایش روم، ضمن یاد کردن از نبرد کرمرا (۴۷۷ ق. م) از این ناحیه نام برده است. همچنین، در ۳۱۲ میلادی نقطه‌ای بود که ماکسنتیوس برای دیدار با کنستانتین بزرگ قبل از نبرد پل میلوین تا آنجا پیش رفت.